# Telecomunicações na Iugoslávia

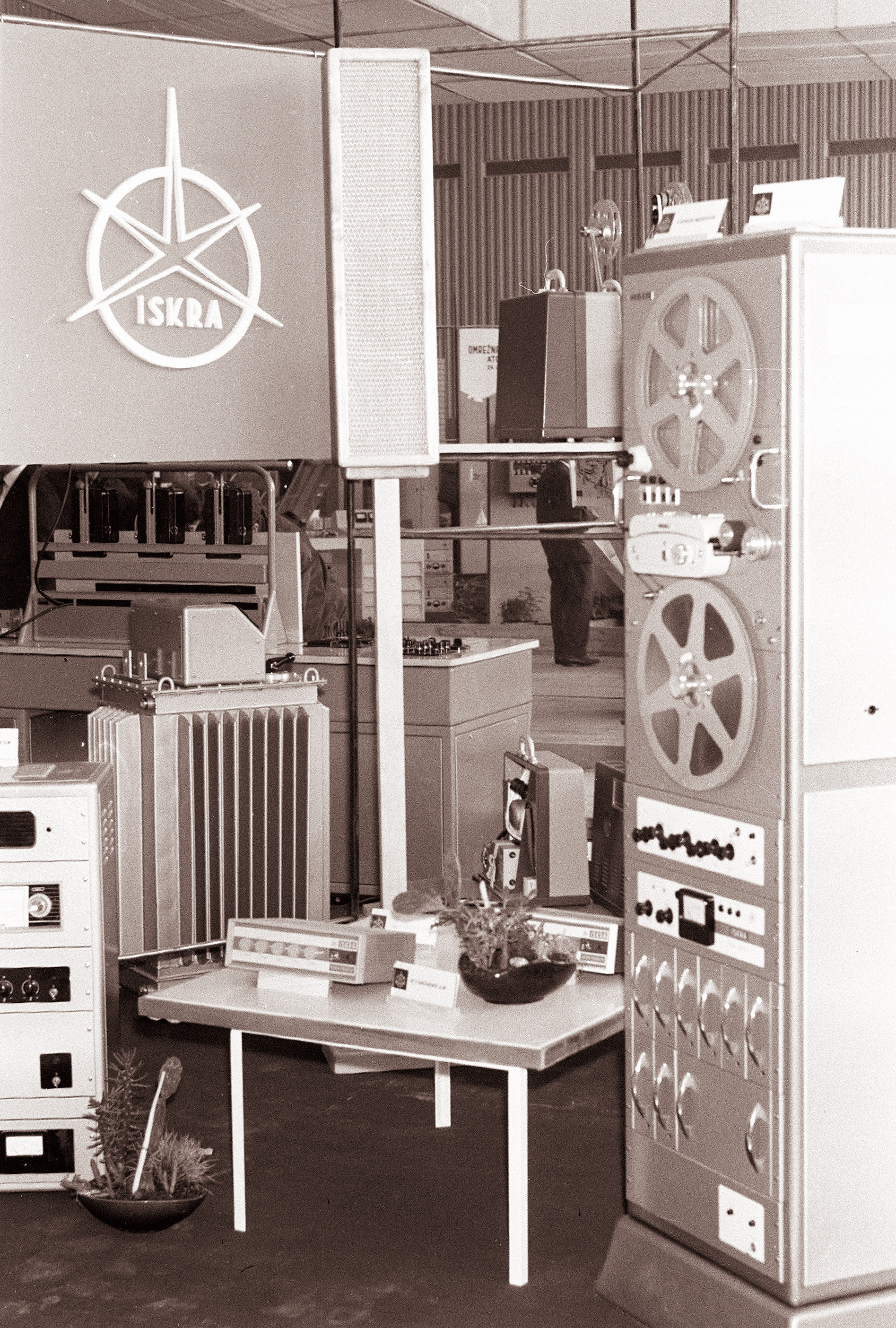
Estande da Iskra na Feira Internacional de Eletrônica Moderna de 1961 em Liubliana

As Telecomunicações na Iugoslávia (1945–1992) desempenharam um papel crucial na integração nacional, no desenvolvimento econômico e na comunicação internacional do país. Sob o regime socialista, o setor foi caracterizado por uma forte centralização estatal, investimentos significativos em infraestrutura e um modelo de autogestão que buscava equilibrar a eficiência técnica com a equidade social.

## Estrutura e infraestrutura
A infraestrutura de telecomunicações na Iugoslávia era predominantemente pública, operada por empresas estatais sob a supervisão do governo federal. O país possuía uma rede nacional de telefonia fixa, que conectava as diversas repúblicas e províncias, além de ligações internacionais. A expansão da rede era planejada centralmente, com foco na universalização do acesso e na melhoria da qualidade dos serviços. 
A telefonia móvel começou a ser desenvolvida na década de 1980, com a introdução de sistemas analógicos. No entanto, o acesso a esses serviços era limitado e concentrado nas áreas urbanas. 

## Internet e redes acadêmicas
A Iugoslávia foi pioneira no desenvolvimento de redes acadêmicas e de pesquisa na região dos Bálcãs. A JUPAK (Javni Univerzalni Povezivni Akces) foi uma rede nacional que conectava universidades, institutos de pesquisa e órgãos governamentais, facilitando a troca de informações e o desenvolvimento científico. Essa rede operava de forma independente das redes comerciais e era um reflexo da política de autossuficiência tecnológica do país. 
No entanto, a Iugoslávia enfrentava desafios significativos em termos de conectividade internacional. A falta de infraestrutura redundante e as limitações financeiras restringiam o acesso à internet global, tornando a comunicação internacional dependente de poucos canais, o que poderia comprometer a estabilidade e a segurança das comunicações. 

## Comunicação militar e equipamentos
O setor de telecomunicações militares na Iugoslávia era altamente desenvolvido, com a produção doméstica de equipamentos de comunicação, como rádios e sistemas de transmissão. A empresa Iskra, fundada em 1946, tornou-se um dos principais fornecedores de tecnologia de telecomunicações, incluindo sistemas de telefonia e automação industrial. 
Além disso, a Iugoslávia possuía uma rede de comunicação militar independente, projetada para garantir a segurança e a continuidade das operações em tempos de crise. 

## Desafios e conflitos
Durante as décadas de 1980 e 1990, a Iugoslávia enfrentou desafios econômicos e políticos que afetaram o setor de telecomunicações. A escassez de recursos e as sanções internacionais dificultaram a modernização da infraestrutura e a expansão dos serviços. Além disso, as tensões políticas entre as repúblicas contribuíram para a fragmentação das redes de comunicação, com cada região buscando maior autonomia na gestão de suas telecomunicações. 
A Guerra Civil Iugoslava nos anos 1990 teve um impacto devastador nas telecomunicações, com a destruição de infraestrutura crítica e a interrupção de serviços essenciais. A reconstrução do setor tornou-se uma prioridade após o fim do conflito, com esforços para modernizar as redes e integrar as ex-repúblicas em um sistema de telecomunicações mais coeso. 

## Legado
Após a dissolução da Iugoslávia, os novos países sucessores herdaram a infraestrutura de telecomunicações existente, mas enfrentaram o desafio de modernizar e expandir os serviços em um contexto de mercado competitivo. A privatização das empresas estatais e a liberalização do setor foram processos complexos, que exigiram reformas regulatórias e investimentos significativos. 